# Wachstuch

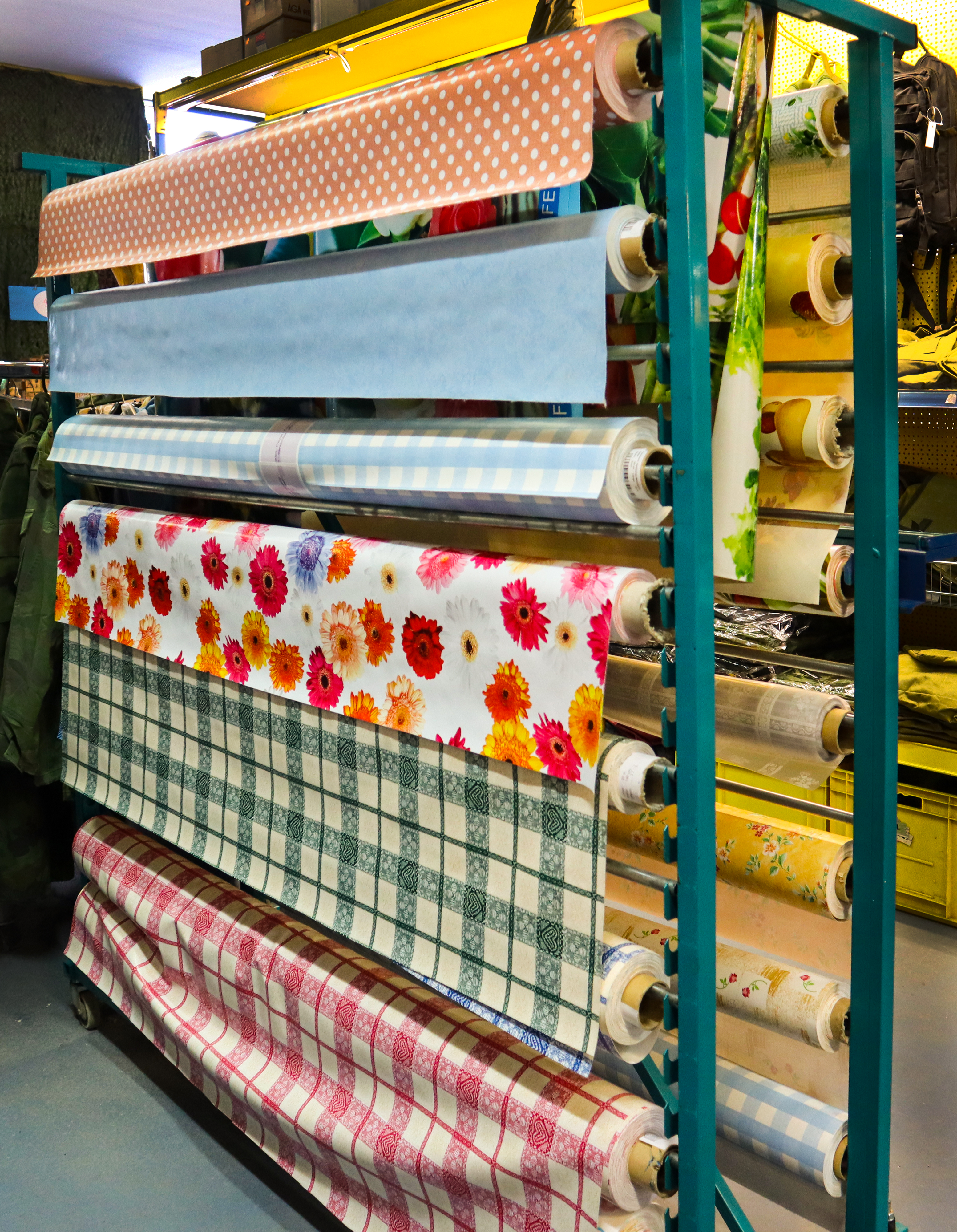
Wachstischtuch

Als Wachstuch, auch Wachsleinwand und Firnistuch (engl. oilcloth) bezeichnet man ein wasserdichtes Gewebe aus Baumwolle, Flachs oder Jute, das mit Firnis oder Ölfarbe getränkt oder überzogen ist und früher etwa zum Verpacken seegängiger Waren benutzt wurde. Die heute üblichen Wachstuch-Tischdecken werden in der Regel mit Weich-PVC beschichtet.

## Herstellung
Zur Herstellung von Wachstuch mit glatter Oberfläche wurde der Stoff früher in Rahmen gespannt, mit Mehlkleister überzogen und dann wiederholt mit Farbengrund, der gewöhnlich aus Ruß und Leinölfirnis besteht, bestrichen. Nach jedem Anstrich schleift man mit Bimsstein, überzieht das Tuch, nachdem es genügende Stärke und Glätte erreicht hat, mit Glanzfirnis und lackiert es zum Schluss.
Die Arbeitsschritte sind vergleichbar mit der Vorleimung und Grundierung von Leinwand mit Kreidegrund. Leinwand wird jedoch nicht mit Glanzfirnis oder Lack überzogen.
Mehlkleister kann beispielsweise aus Füllstoffen wie Gips, Kreide oder anderen Gesteinsmehlen bestehen und ergibt mit Kleister vermischt eine pastöse Masse, um damit die Unebenheiten des Gewebes auszugleichen.

## Verwendung
Man fertigt Wachstuch in den verschiedensten Farben, marmoriert, figuriert, in Holzimitation, mit Mustern in bunten Farben bedruckt (damasziert) und mit Bronzefarben (bronziert).
Zum Bedecken und Verpacken von Waren dient Wachstuch, das statt des Firnisses mit präpariertem Steinkohlenteer oder auch mit Wasserglas bestrichen ist. Die feineren Sorten, wie Wachsbarchent, Wachsmusselin, Ledertuch, dienen zu Sattler- und Portefeuillearbeiten, als abwischbares Wachstischtuch und zum Bedecken der Möbel. Auf beiden Seiten bearbeitetes starkes Wachstuch benutzt man als Planen für Wagen, zum Belegen von Fußböden, Treppen usw.
Wenn die mit Leinöl vermischten Füllstoffe in einer Stärke von mehreren Millimetern aufgetragen werden, so dass die Leinwand nur noch als Rücken und Verstärkung dient, spricht man von Linoleum.
Wachstuchpapier oder Wachspackpapier ist zähes Packpapier mit einem Anstrich aus Kienruß und Leinölfirnis oder aus Asphalt, Leinölfirnis und Terpentinöl.